# نوينهاوس
نوين هاوس (بالألمانية: Neuenhaus) هي بلدة ألمانية تقع في ألمانيا في سكسونيا السفلى. يقدر عدد سكانها بـ 9,708 نسمة .

## المدن التوأمة
مدن Boussy-Saint-Antoine، Zelów و Gyermely هي مدن توأمة لـنوين هاوس.

## أعلام
- فردريش أنطون ميكيل
- هانس فيليب
- يوهان فون ميكيل